# Tour Pleyel
La Tour Pleyel es un rascacielos de oficinas ubicado en el Carrefour Pleyel en Saint-Denis en Sena-Saint Denis en los suburbios interiores del norte de París. Sin contar las antenas de las Tours Mercuriales en Bagnolet, es la torre más alta de Sena-Saint Denis con 129 metros (143 m con el cartel). Tiene previsto convertirse en un hotel de lujo alrededor de 2022 como parte del desarrollo inmobiliario de la zona y de la organización de los Juegos Olímpicos de París 2024.

## Historia
El dueño de la fábrica de pianos Pleyel trató durante años de desarrollar su terreno con un proyecto a gran escala como el de La Défense. Los primeros bocetos fueron propuestos por los arquitectos Michel Foliasson y Jacques Binoux para construir el rascacielos más alto de Europa, pero se retiraron por diferencias con el promotor.
Varios proyectos se sucedieron a partir de 1959; finalmente se adoptó el de los arquitectos Bernard Favatier y Pierre Hérault y la promotora Cogifrance, que incluía cuatro torres idénticas en los cuatro puntos cardinales (cada una con un helipuerto en su parte superior), todo en medio de un parque de 4 hectáreas, en el sitio de las antiguas fábricas de Pleyel.
Debido a un cambio en la política urbanística y a la falta de inversionistas, solo se construyó la West Tower. Construida entre 1969 y 1973, esta tiene estructura metálica reforzada con hormigón. Con base cuadrada, 35 m por lado, su perfil se estrecha ligeramente en cada piso.
En 1985, durante las importantes reformas llevadas se instaló en su parte superior un cartel giratorio de la marca Bayer, que elevó su altura total a 143 m. Reemplazada en 1997 por la marca Philips, luego en 2006 por Siemens, la marca cambió nuevamente a fines de agosto de 2013 por un contrato de 3 años con el fabricante de automóviles surcoreano Kia. Este cartel luminoso giratorio es visible a 3 kilómetros y puede ser visto hasta por un millón de personas potencialmente. Es el mayor de Europa con 34 metros de ancho y 5,2 metros de alto.

### Remodelación 2016-2022
A finales de la década de 2000 la torre estaba marcada por la obsolescencia y la inadecuación a las necesidades de las empresas, por lo que se estudió su remodelación.
Luego fue transformado por el Financière des Quatre Rives (FQR) en nombre de la empresa Pleyel Investissement, que gradualmente ha comprado todos los locales desde 2008, para en 2022 tener un hotel con 700 habitaciones de tres estrellas desde el piso 1 al 24 y de cuatro estrellas del 25 al 37, además de una piscina y un lounge-bar en el último piso.
En total, estos edificios incluyen 28 000 m² de oficinas y 6000 m² de locales comerciales.
Este proyecto va acompañado de una reestructuración del distrito, acompañando la entrada en servicio de la línea 16 del Metro de París y la estación Saint-Denis Pleyel, diseñada por el arquitecto japonés Kengo Kuma.

### Acceso
La torre está ubicada en el cruce de Pleyel cerca de la autopista A86 y es servida por la estación Carrefour Pleyel de la línea 13.

## Galería de fotos

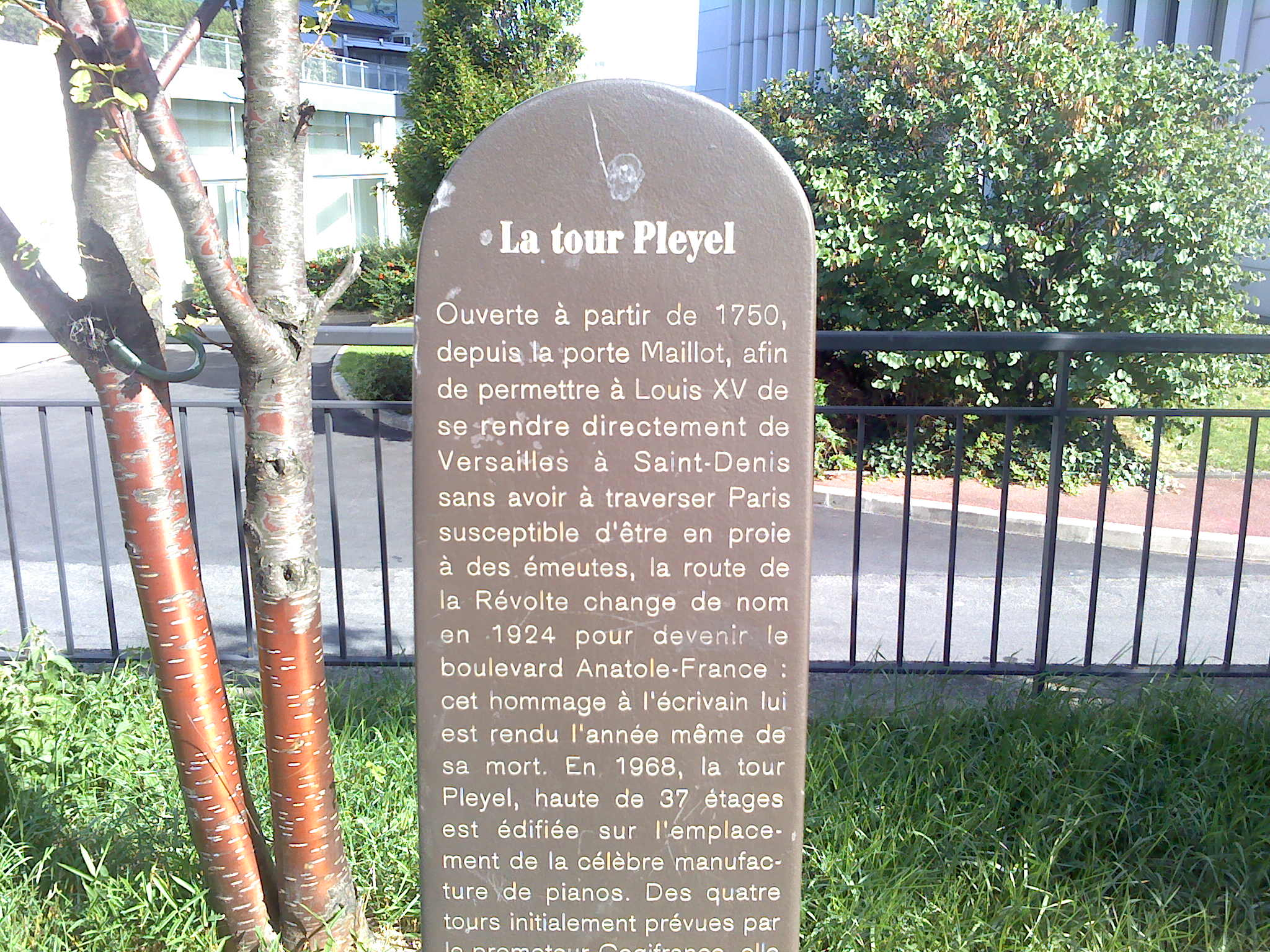
Panel explicativo de la Tour Pleyel.